# Google Fit
Google Fit és una plataforma que registra aspectes relacionats amb la salut desenvolupada per Google per al sistema operatiu Android i Wear OS. És un conjunt d'APIs (interfície de programació d'aplicacions) que fusiona dades de múltiples aplicacions i dispositius. Google Fit utilitza els sensors d'un rastrejador d'activitat o un dispositiu mòbil per enregistrar activitat física (com caminar o anar amb bicicleta), la qual és mesurada tenint en compte els objectius marcats per l'usuari per facilitar-li una visió general de la seva activitat.

## Història
Google Fit va ser anunciat a la conferència Google I/O el 25 de juny de 2014. El 7 d'agost de 2014 es va presentar un kit de desenvolupament del programari. El 28 d'octubre de 2014 es va llençar al públic general.
L'agost de 2018, Google va anunciar una actualització de tota la seva plataforma Android Fit que afegia objectius d'activitat física basats en les recomanacions de l'Associació Americana del Cor i l'Organització Mundial de la Salut. Les actualitzacions se centren en ajudar a Google Fit a aconseguir millors mesures en altres activitats a part de caminar i encoratjar els usuaris a involucrar-se en activitats que augmentin la freqüència cardíaca sense necessitat d'anar al gimnàs.

## Funcionalitat
Google Fit proporciona un sol set d'APIs per aplicacions i fabricants de dispositius per emmagatzemar i accedir a les dades de les aplicacions de fitness i els sensors d'Android, així com altres dispositius (com portables o wearables, monitors de freqüència cardíaca o balances connectades). Els usuaris poden triar quines dades volen compartir, així com eliminar informacions en qualsevol moment.